# 1. FC Köln/Saison 2024/25
Dieser Artikel beschreibt den Verlauf der Saison 2024/25 des 1. FC Köln. Der Klub trat in der Saison in der 2. Bundesliga und im DFB-Pokal an.

## Personalien

### Kader 2024/25
- Stand: 18. Februar 2025[1]

| Nr.        | Nat.                    | Name                   | Geburtstag    | Im Verein seit | Vertrag bis | Letzter Verein      |
| ---------- | ----------------------- | ---------------------- | ------------- | -------------- | ----------- | ------------------- |
| Torhüter   |                         |                        |               |                |             |                     |
| 01         | Deutschland             | Marvin Schwäbe         | 25. Apr. 1995 | 2021           | 2027        | Brøndby IF          |
| 12         | Deutschland             | Jonas Nickisch II      | 21. Mai 2004  | 2023           | 2025        | RB Leipzig          |
| 20         | Deutschland             | Philipp Pentke         | 1. Mai 1985   | 2023           | 2025        | TSG 1899 Hoffenheim |
| 26         | Schweiz                 | Anthony Racioppi       | 31. Dez. 1998 | 2025           | 2025        | Hull City           |
| 44         | Deutschland             | Matthias Köbbing       | 28. Mai 1997  | 2020           | 2025        | 1. FC Köln II       |
| Abwehr     |                         |                        |               |                |             |                     |
| 02         | Schweiz                 | Joël Schmied           | 23. Sep. 1998 | 2025           | 2029        | FC Sion             |
| 03         | Deutschland             | Dominique Heintz       | 15. Aug. 1993 | 2023           | 2026        | Union Berlin        |
| 04         | Deutschland             | Timo Hübers            | 20. Juli 1996 | 2021           | 2026        | Hannover 96         |
| 15         | Deutschland             | Luca Kilian            | 1. Sep. 1999  | 2021           | 2026        | 1. FSV Mainz 05     |
| 17         | Kosovo                  | Leart Paqarada         | 8. Okt. 1994  | 2023           | 2026        | FC St. Pauli        |
| 24         | Deutschland             | Julian Pauli II        | 18. Juli 2005 | 2021           | 2027        | Borussia Dortmund   |
| 25         | Osterreich              | Jusuf Gazibegović      | 11. März 2000 | 2025           |             | SK Sturm Graz       |
| 35         | Deutschland             | Max Finkgräfe          | 27. März 2004 | 2021           | 2026        | SG Unterrath        |
| 49         | Deutschland             | Neo Telle II           | 24. Apr. 2005 | 2025           | 2026        | 1. FC Köln II       |
| Mittelfeld |                         |                        |               |                |             |                     |
| 06         | Deutschland             | Eric Martel            | 29. Apr. 2002 | 2022           | 2026        | RB Leipzig          |
| 07         | Osterreich              | Dejan Ljubičić         | 8. Okt. 1997  | 2021           | 2025        | SK Rapid Wien       |
| 08         | Deutschland             | Denis Huseinbašić      | 3. Juli 2001  | 2022           |             | Kickers Offenbach   |
| 11         | Osterreich              | Florian Kainz          | 24. Okt. 1992 | 2019           |             | Werder Bremen       |
| 16         | Deutschland             | Marvin Obuz II         | 25. Jan. 2002 | 2009           | 2025        | BC Efferen          |
| 22         | Danemark                | Jacob Christensen      | 25. Juni 2001 | 2023           | 2026        | FC Nordsjælland     |
| 29         | Deutschland             | Jan Thielmann          | 26. Mai 2002  | 2017           | 2026        | 1. FC Köln II       |
| 34         | Deutschland             | Fayssal Harchaoui II   | 15. Jan. 2006 | 2019           | 2028        | 1. FC Köln II       |
| 37         | Deutschland             | Linton Maina           | 23. Juni 1999 | 2022           | 2025        | Hannover 96         |
| 47         | Luxemburg               | Mathias Olesen         | 21. März 2001 | 2019           | 2025        | Eintracht Trier     |
| Angriff    |                         |                        |               |                |             |                     |
| 09         | Deutschland             | Luca Waldschmidt       | 19. Mai 1996  | 2023           | 2027        | VfL Wolfsburg       |
| 13         | Deutschland             | Mark Uth               | 24. Aug. 1991 | 2021           | 2025        | FC Schalke 04       |
| 19         | Deutschland             | Tim Lemperle           | 25. Mai 2002  | 2017           | 2025        | FSV Frankfurt       |
| 21         | Deutschland             | Steffen Tigges         | 31. Juli 1998 | 2022           | 2026        | Borussia Dortmund   |
| 27         | Bosnien und Herzegowina | Imad Rondić            | 16. Feb. 1999 | 2025           | 2029        | Widzew Łódź         |
| 39         | Deutschland             | Oliver Schmitt II      | 4. Juni 2000  | 2007           | 2025        | 1. FC Köln II       |
| 42         | Deutschland             | Damion Downs           | 6. Juli 2004  | 2020           | 2026        | FC Ingolstadt 04    |
| 43         | Slowenien               | Jaka Čuber Potočnik II | 17. Juni 2005 | 2022           | 2027        | NK Olympija         |

### Transfers 2024/25
- Stand: 18. Februar 2025

| Zugänge             | Zugänge                          |
| Spieler             | Abgebender Verein                |
| Sommerpause 2024    | Sommerpause 2024                 |
| ------------------- | -------------------------------- |
| Tim Lemperle        | SpVgg Greuther Fürth (Leihende)  |
| Marvin Obuz         | Rot-Weiss Essen (Leihende)       |
| Mathias Olesen      | Yverdon Sport FC (Leihende)      |
| Maximilian Schmid   | Roda JC Kerkrade (Leihende)      |
| Nikola Soldo        | 1. FC Kaiserslautern (Leihende)  |
| Jonas Urbig         | SpVgg Greuther Fürth (Leihende)  |
| Winterpause 2024/25 |                                  |
| Jusuf Gazibegović   | SK Sturm Graz                    |
| Mansour Ouro-Tagba  | SSV Jahn Regensburg (Leihende) * |
| Anthony Racioppi    | Hull City (Leihe)                |
| Imad Rondić         | Widzew Łódź                      |
| Joël Schmied        | FC Sion                          |

| Abgänge             | Abgänge                           |
| Spieler             | Aufnehmender Verein               |
| Sommerpause 2024    | Sommerpause 2024                  |
| ------------------- | --------------------------------- |
| Faride Alidou       | Eintracht Frankfurt (Leihende)    |
| Julian Chabot       | VfB Stuttgart                     |
| Justin Diehl        | VfB Stuttgart                     |
| Chilohem Onuoha     | SC Verl (Leihe) *                 |
| Mansour Ouro-Tagba  | SSV Jahn Regensburg (Leihe) *     |
| Benno Schmitz       | Grasshopper Club Zürich           |
| Davie Selke         | Hamburger SV                      |
| Winterpause 2024/25 |                                   |
| Sargis Adamyan      | Jahn Regensburg (Leihe)           |
| Elias Bakatukanda   | FC Blau-Weiß Linz (Leihe)         |
| Rasmus Carstensen   | Lech Posen (Leihe)                |
| Florian Dietz       | SCR Altach (Leihe)                |
| Maximilian Schmid   | FC Erzgebirge Aue                 |
| Jonas Urbig         | FC Bayern München                 |
| Meiko Wäschenbach   | Karlsruher SC                     |
| Nikola Soldo        | Vertragsauflösung; Ziel unbekannt |

### Trainerstab
- Stand: 1. Juli 2024

| Nat.        | Name                                | Funktion                  | im Verein seit |
| ----------- | ----------------------------------- | ------------------------- | -------------- |
| Osterreich  | Gerhard Struber (bis 4. Mai 2025)   | Cheftrainer               | 2024           |
| Deutschland | Friedhelm Funkel (seit 5. Mai 2025) | Cheftrainer               | 2025           |
| Osterreich  | Bernd Eiber (bis 4. Mai 2025)       | Co-Trainer                | 2024           |
| Deutschland | Matthias Lust (seit 5. Mai 2025)    | Co-Trainer                | 2025           |
| Osterreich  | Thomas Hickersberger                | Co-Trainer                | 2024           |
| Deutschland | Peter Greiber                       | Torwarttrainer            | 2024           |
| Deutschland | Max Weuthen                         | Athletiktrainer           | 2015           |
| Deutschland | Brad Franco                         | Athletiktrainer           | 2022           |
| Deutschland | Niko Romm                           | Athletiktrainer           | 2021           |
| Deutschland | Tillmann Bockhorst                  | Athletiktrainer           | 2020           |
| Deutschland | Leif Frach                          | Reha- und Athletiktrainer | 2018           |
| Deutschland | Hannes Dold                         | Videoanalyst              | 2014           |
| Deutschland | Denis Huckestein                    | Videoanalyst              | 2019           |

### Betreuerstab
| Nat.        | Name               | Funktion                                 | im Verein seit |
| ----------- | ------------------ | ---------------------------------------- | -------------- |
| Deutschland | Paul Klein         | Mannschaftsarzt                          | 2004           |
| Deutschland | Bettina Kuper      | Mannschaftsärztin                        | 2021           |
| Deutschland | Peter Schäferhoff  | Mannschaftsarzt                          | 1994           |
| Deutschland | Moritz Anderten    | Mannschaftsbetreuer/Sportpsychologe      | 2019           |
| Deutschland | Christian Osebold  | Leiter Physiotherapie und Rehabilitation | 2019           |
| Deutschland | Matti Forkel       | Physiotherapeut                          | 2018           |
| Deutschland | Marvin Kreuzwieser | Physiotherapeut                          | 2021           |
| Deutschland | Daniel Schütz      | Physiotherapeut                          | 2019           |
| Deutschland | Marius Laux        | Teammanager                              | 2013           |
| Deutschland | Frank Almstedt     | Zeugwart                                 | 2002           |
| Kroatien    | Kresimir Ban       | Zeugwart                                 | 2007           |
| Deutschland | Ben Zerweck        | Zeugwart                                 | 2022           |
| Deutschland | Michael Liebetrut  | Busfahrer                                | 2001           |

### Geschäftsführung
- Stand: 5. Mai 2025

| Nat.        | Name                               | Funktion                                                                        | im Verein seit |
| ----------- | ---------------------------------- | ------------------------------------------------------------------------------- | -------------- |
| Deutschland | Christian Keller (bis 4. Mai 2025) | Geschäftsführer 1. FC Köln GmbH & Co. KGaA                                      | 2022           |
| Deutschland | Thomas Kessler (seit 5. Mai 2025)  | Geschäftsführer 1. FC Köln GmbH & Co. KGaA                                      | 2022           |
| Deutschland | Markus Rejek (bis 7. Februar 2025) | Geschäftsführer 1. FC Köln GmbH & Co. KGaA                                      | 2022           |
| Deutschland | Philipp Türoff                     | Geschäftsführer 1. FC Köln GmbH & Co. KGaA und der 1. FC Köln Beteiligungs GmbH | 2022           |

## Spielkleidung
| Heim | Auswärts | Ausweich |

## Saison
Alle Ergebnisse aus Sicht des 1. FC Köln.
Die Tabelle listet alle Bundesligaspiele des Vereins der Saison 2024/25 auf. Siege sind grün, Unentschieden gelb und Niederlagen rot markiert.

### 2. Bundesliga
| ST | Datum              | Gegner                 | Ort                                  | Ergebnis  | Tor(e) für den 1. FC Köln                                                                          |
| -- | ------------------ | ---------------------- | ------------------------------------ | --------- | -------------------------------------------------------------------------------------------------- |
| 01 | 02. August 2024    | Hamburger SV           | Rheinenergiestadion, Köln            | 1:2 (0:2) | 1:2 Maina (76.)                                                                                    |
| 02 | 10. August 2024    | SV Elversberg          | Waldstadion Kaiserlinde, Elversberg  | 2:2 (1:0) | 1:0 Huseinbasic (22.), 2:2 Hübers (84.)                                                            |
| 03 | 24. August 2024    | Eintracht Braunschweig | Rheinenergiestadion, Köln            | 5:0 (2:0) | 1:0 Hübers (26.), 2:0 Ljubicic (34.) 3:0 Lemperle (58.), 4:0 Ljubicic (64.), 5:0 Waldschmidt (87.) |
| 04 | 01. September 2024 | FC Schalke 04          | Veltins-Arena, Gelsenkirchen         | 3:1 (2:0) | 1:0 Downs (25.), 2:0 Downs (45+1.), 3:0 Lemperle (46.)                                             |
| 05 | 14. September 2024 | 1. FC Magdeburg        | Rheinenergiestadion, Köln            | 1:2 (0:0) | 1:0 Downs (49.)                                                                                    |
| 06 | 21. September 2024 | Fortuna Düsseldorf     | Merkur Spiel-Arena, Düsseldorf       | 2:2 (2:1) | 1:0 Martel (21.), 2:1 Maina (61.)                                                                  |
| 07 | 29. September 2024 | Karlsruher SC          | Rheinenergiestadion, Köln            | 4:4 (4:2) | 1:0 Waldschmidt (3.), 2:0 Downs (7.), 3:0 Downs (15.), 4:2 Lemperle (45+2.)                        |
| 08 | 05. Oktober 2024   | SSV Ulm 1846           | Rheinenergiestadion, Köln            | 2:0 (1:0) | 1:0 Hübers (8.), 2:0 Waldschmidt (47.)                                                             |
| 09 | 18. Oktober 2024   | SV Darmstadt 98        | Stadion am Böllenfalltor, Darmstadt  | 1:5 (1:2) | 1:1 Lemperle (38.)                                                                                 |
| 10 | 25. Oktober 2024   | SC Paderborn 07        | Rheinenergiestadion, Köln            | 1:2 (0:0) | 1:0 Thielmann (66.)                                                                                |
| 11 | 02. November 2024  | Hertha BSC             | Olympiastadion Berlin, Berlin        | 1:0 (1:0) | 1:0 Lemperle (31.)                                                                                 |
| 12 | 09. November 2024  | SpVgg Greuther Fürth   | Rheinenergiestadion, Köln            | 1:0 (0:0) | 1:0 Downs (90+4.)                                                                                  |
| 13 | 22. November 2024  | SC Preußen Münster     | Preußenstadion, Münster              | 1:0 (0:0) | 1:0 Lemperle (51.)                                                                                 |
| 14 | 30. November 2024  | Hannover 96            | Rheinenergiestadion, Köln            | 2:2 (0:1) | 1:1 Lemperle (48.), 2:1 Downs (81.)                                                                |
| 15 | 08. Dezember 2024  | SSV Jahn Regensburg    | Jahnstadion Regensburg, Regensburg   | 1:0 (1:0) | 1:0 Lemperle (33.)                                                                                 |
| 16 | 15. Dezember 2023  | 1. FC Nürnberg         | Rheinenergiestadion, Köln            | 3:1 (3:0) | 1:0 Downs (6.), 2:0 Kainz (17., Elfmeter), 3:0 Huseinbasic (31.)                                   |
| 17 | 22. Dezember 2024  | 1. FC Kaiserslautern   | Fritz-Walter-Stadion, Kaiserslautern | 1:0 (1:0) | 1:0 Ljubicic (33.)                                                                                 |
| 18 | 18. Januar 2025    | Hamburger SV           | Volksparkstadion, Hamburg            | 0:1 (0:0) | |
| 19 | 25. Januar 2025    | SV Elversberg          | Rheinenergiestadion, Köln            | 1:0 (0:0) | 1:0 Ljubicic (81.)                                                                                 |
| 20 | 01. Februar 2025   | Eintracht Braunschweig | Eintracht-Stadion, Braunschweig      | 2:1 (2:1) | 1:1 Martel (13.), 1:2 Downs (30.)                                                                  |
| 21 | 09. Februar 2025   | FC Schalke 04          | Rheinenergiestadion, Köln            | 1:0 (1:0) | 1:0 Downs (43.)                                                                                    |
| 22 | 14. Februar 2025   | 1. FC Magdeburg        | Avnet Arena, Magdeburg               | 0:3 (0:0) | |
| 23 | 23. Februar 2025   | Fortuna Düsseldorf     | Rheinenergiestadion, Köln            | 1:1 (0:0) | 1:0 Kainz (67.)                                                                                    |
| 24 | 01. März 2025      | Karlsruher SC          | Wildparkstadion, Karlsruhe           | 0:1 (0:0) | |
| 25 | 09. März 2025      | SSV Ulm 1846           | Donaustadion, Ulm                    | 1:0 (0:0) | Waldschmidt (86.)                                                                                  |
| 26 | 16. März 2025      | SV Darmstadt 98        | Rheinenergiestadion, Köln            | 2:1 (1:1) | Thielmann (1.), Waldschmidt (80., Elfmeter)                                                        |
| 27 | 29. März 2025      | SC Paderborn 07        | Home-Deluxe-Arena, Paderborn         | 2:1 (1:1) | Rondic (42.), Huseinbasic (61.)                                                                    |
| 28 | 05. April 2025     | Hertha BSC             | Rheinenergiestadion, Köln            | 0:1 (0:0) | |
| 29 | 11. April 2025     | SpVgg Greuther Fürth   | Sportpark Ronhof, Fürth              | 1:1 (1:1) | Waldschmidt (45., Elfmeter)                                                                        |
| 30 | 20. April 2025     | SC Preußen Münster     | Rheinenergiestadion, Köln            | 3:1 (2:1) | Lemperle (11.), Waldschmidt (45+1., Elfmeter), Downs (56.)                                         |
| 31 | 27. April 2025     | Hannover 96            | Heinz von Heiden Arena, Hannover     | 0:1 (0:0) | |
| 32 | 03. Mai 2025       | SSV Jahn Regensburg    | Rheinenergiestadion, Köln            | 1:1 (0:0) | Lemperle (59.)                                                                                     |
| 33 | 9. Mai 2025        | 1. FC Nürnberg         | Max-Morlock-Stadion, Nürnberg        | 2:1 (0:0) | Kainz (67.), Kainz (90.)                                                                           |
| 34 | 18. Mai 2025       | 1. FC Kaiserslautern   | Rheinenergiestadion, Köln            | 4:0 (2:0) | Martel (14.), Waldschmidt (29.), Kainz (75.), Uth (87.)                                            |

### DFB-Pokal
Die Tabelle listet alle Spiele des Vereins im DFB-Pokal der Saison 2024/25 auf. Siege sind grün und Niederlagen rot markiert.
| Runde | Datum            | Gegner              | Ort                          | Ergebnis             | Tor(e) für den 1. FC Köln                                         |
| ----- | ---------------- | ------------------- | ---------------------------- | -------------------- | ----------------------------------------------------------------- |
| 1     | 18. August 2024  | SV Sandhausen       | Hardtwaldstadion, Sandhausen | 3:2 n. V. (2:2; 2:0) | 1:0 Pauli (20.), 2:0 Maina (34.), 3:2 Olesen (116.)               |
| 2     | 29. Oktober 2024 | Holstein Kiel       | Rheinenergiestadion, Köln    | 3:0 (1:0)            | 1:0 Lemperle (8.), 2:0 Waldschmidt (84.), 3:0 Waldschmidt (90+7.) |
| 3     | 4. Dezember 2024 | Hertha BSC          | Rheinenergiestadion, Köln    | 2:1 n. V. (1:1; 1:1) | 1:1 Niederlechner (30.), 2:1 Ljubicic (120+1.)                    |
| 4     | 5. Februar 2025  | Bayer 04 Leverkusen | BayArena, Leverkusen         | 2:3 n. V. (1:0, 2:2) | 1:0 Downs (45+10.), 2:0 Maina (54.)                               |

### Freundschaftsspiele
Diese Tabelle führt die ausgetragenen Freundschaftsspiele auf.
| Datum             | Gegner                 | Ort                                       | Ergebnis    | Tor(e) für den 1. FC Köln |
| ----------------- | ---------------------- | ----------------------------------------- | ----------- | --- |
| 29. Juni 2024     | VfL Rheingold Poll     | Südstadion, Köln                          | 18:0 (7:0)  | 1:0 Adamyan (2.), 2:0 Waldschmidt (6., Elfmeter), 3:0 Waldschmidt (12.), 4:0 Martel (20.), 5:0 Martel (24.), 6:0 Waldschmidt (36.), 7:0 Martel (45.), 8:0 Downs (49.), 9:0 Tigges (50.), 10:0 Olesen (54.), 11:0 Wäschenbach (60.), 12:0 Downs (63.), 13:0 Tigges (67.), 14:0 Huseinbasic (74.), 15:0 Potočnik, 16:0 Downs (79.), 17:0 Dietz (86.), 18:0 Downs (89.) |
| 5. Juli 2024      | Sportfreunde Siegen    | Leimbachstadion, Siegen                   | 6:0 (5:0)   | 1:0 Waldschmidt (7.), 2:0 Huseinbasic (10.), 3:0 Lemperle (30.), 4:0 Martel (37.), 5:0 Lemperle (41.), 6:0 Adamyan (72., Elfmeter) |
| 10. Juli 2024     | SC Union Nettetal 1996 | Christian-Rötzel-Kampfbahn, Nettetal      | abgesagt    | |
| 13. Juli 2024     | Kickers Offenbach      | Südstadion, Köln                          | 3:1 (1:1)   | 1:1 Hübers (36.), 2:1 Adamyan (54.), 3:1 Adamyan (77.) |
| 19. Juli 2024     | VV St. Truiden         | Heinz-Flohe-Stadion, Euskirchen           | 3:0 (1:0)   | 1:0 Lemperle (17.), 2:0 Downs (54.), 3:0 Dietz (74.) |
| 20. Juli 2024     | FC Viktoria Köln       | Sportpark Höhenberg, Köln                 | 3:3 (2:1)   | 1:1 Adamyan (19.), 2:1 Heintz (43.), 3:1 Dietz (47.) |
| 24. Juli 2024     | Swansea City           | Thermenstadion, Bad Waltersdorf           | 2:1 (2:1)   | 1:0 Lemperle (11.), 2:0 Lemperle (14.) |
| 27. Juli 2024     | Udinese Calcio         | Sportplatz Rennbahn, St. Veit an der Glan | 3:2 (2:2)   | 1:2 Downs (45.), 2:2 Kabasele (45+3.), 3:2 Ljubicic (67.) |
| 10. Oktober 2024  | VfL Bochum             | Franz-Kremer-Stadion, Köln                | 3:2 (1:1)   | 1:0 Adamyan (7.), 2:2 Waldschmidt (54.), 3:2 Telle (90.) |
| 14. November 2024 | FC Groningen           | Franz-Kremer-Stadion, Köln                | 1:1 (1:0)   | 1:0 Uth (28.) |
| 26. November 2024 | Alemannia Aachen       | Franz-Kremer-Stadion, Köln                | 2:0 (0:0)   | 1:0 Waldschmidt (76.), 2:0 Martel (86.) |
| 10. Januar 2025   | FC Lugano              | Algorfa, Spanien                          | 3:3 (1:2) a | 1:2 Heintz (59.), 2:3 Sponsel (84.) 3:3 Tigges (86.) |
| 14. Januar 2025   | FC Viktoria Köln       | Franz-Kremer-Stadion, Köln                | 3:2 (0:2)   | 1:2 Waldschmidt (63.), 2:2 Koronkiewicz (77.) 3:2 Waldschmidt (80., Elfmeter) |
| 20. März 2025     | SC Verl                | Südstadion, Köln                          | 1:2 (1:2)   | 1:2 Lemperle (18.) |

## Statistiken

### Saisonverlauf
| Spieltag | 1  | 2  | 3 | 4 | 5 | 6 | 7 | 8 | 9  | 10 | 11 | 12 | 13 | 14 | 15 | 16 | 17 | 18 | 19 | 20 | 21 | 22 | 23 | 24 | 25 | 26 | 27 | 28 | 29 | 30 | 31 | 32 | 33 | 34 |
| -------- | -- | -- | - | - | - | - | - | - | -- | -- | -- | -- | -- | -- | -- | -- | -- | -- | -- | -- | -- | -- | -- | -- | -- | -- | -- | -- | -- | -- | -- | -- | -- | -- |
| Spielort | H  | A  | H | A | H | A | H | H | A  | H  | A  | H  | A  | H  | A  | H  | A  | A  | H  | A  | H  | A  | A  | H  | A  | H  | A  | H  | A  | H  | A  | H  | A  | H  |
| Resultat | N  | U  | S | S | N | U | U | S | N  | N  | S  | S  | S  | U  | S  | S  | S  | N  | S  | S  | S  | N  | U  | N  | S  | S  | S  | N  | U  | S  | N  | U  | S  | S  |
| Platz    | 12 | 13 | 8 | 6 | 8 | 9 | 8 | 7 | 10 | 12 | 11 | 8  | 5  | 7  | 6  | 2  | 1  | 3  | 2  | 1  | 1  | 1  | 2  | 5  | 2  | 2  | 1  | 2  | 2  | 1  | 1  | 2  | 2  | 1  |

Legende: Spielort: H = Heim; A = Auswärts. Resultat: S = Sieg; U = Unentschieden; N = Niederlage

### Abschlusstabelle
| Pl.               | Verein          | Sp. | S  | U  | N | Tore    | Diff. | Punkte |
| ----------------- | --------------- | --- | -- | -- | - | ------- | ----- | ------ |
| 1.                | 1. FC Köln      | 34  | 18 | 7  | 9 | 053:380 | +15   | 61     |
| 2.                | Hamburger SV    | 34  | 16 | 11 | 7 | 078:440 | +34   | 59     |
| 3.                | SV Elversberg   | 34  | 16 | 10 | 8 | 064:370 | +27   | 58     |
| 4.                | SC Paderborn 07 | 34  | 15 | 10 | 9 | 056:460 | +10   | 55     |
| 5.                | 1. FC Magdeburg | 34  | 14 | 11 | 9 | 064:520 | +12   | 53     |
| Stand: Saisonende |                 |     |    |    |   |         |       |        |

| Zum Saisonende 2024/25: |
| Aufstieg Relegation     |

### Spielerstatistiken
| Spieler             | 2. Bundesliga | 2. Bundesliga | 2. Bundesliga | 2. Bundesliga | DFB-Pokal | DFB-Pokal | DFB-Pokal   | DFB-Pokal  | Total    | Total | Total       | Total      |
| Spieler             | Einsätze      | Tore          | Gelbe Karte   | Rote Karte    | Einsätze  | Tore      | Gelbe Karte | Rote Karte | Einsätze | Tore  | Gelbe Karte | Rote Karte |
| ------------------- | ------------- | ------------- | ------------- | ------------- | --------- | --------- | ----------- | ---------- | -------- | ----- | ----------- | ---------- |
| Sargis Adamyan      | 6             | 0             | 0             | 0             | 1         | 0         | 1           | 0          | 7        | 0     | 1           | 0          |
| Elias Bakatukanda   | 3             | 0             | 1             | 0             | 0         | 0         | 0           | 0          | 3        | 0     | 1           | 0          |
| Rasmus Carstensen   | 3             | 0             | 1             | 0             | 1         | 0         | 1           | 0          | 4        | 0     | 2           | 0          |
| Jacob Christensen   | 0             | 0             | 0             | 0             | 0         | 0         | 0           | 0          | 0        | 0     | 0           | 0          |
| Jaka Čuber Potočnik⁠ | 1             | 0             | 0             | 0             | 0         | 0         | 0           | 0          | 1        | 0     | 0           | 0          |
| Florian Dietz       | 3             | 0             | 0             | 0             | 1         | 0         | 0           | 0          | 4        | 0     | 0           | 0          |
| Damion Downs        | 29            | 10            | 2             | 0             | 3         | 1         | 0           | 0          | 32       | 11    | 2           | 0          |
| Max Finkgräfe       | 14            | 0             | 3             | 0             | 2         | 0         | 0           | 0          | 16       | 0     | 3           | 0          |
| Jusuf Gazibegović   | 10            | 0             | 2             | 0             | 1         | 0         | 0           | 0          | 11       | 0     | 2           | 0          |
| Dominique Heintz    | 28            | 0             | 7             | 0             | 4         | 0         | 2           | 0          | 32       | 0     | 9           | 0          |
| Timo Hübers         | 29            | 3             | 6             | 0             | 4         | 0         | 2           | 0          | 33       | 3     | 8           | 0          |
| Denis Huseinbašić   | 31            | 2             | 3             | 0             | 4         | 0         | 2           | 0          | 35       | 2     | 5           | 0          |
| Florian Kainz       | 27            | 5             | 3             | 0             | 1         | 0         | 0           | 0          | 28       | 5     | 3           | 0          |
| Luca Kilian         | 0             | 0             | 0             | 0             | 0         | 0         | 0           | 0          | 0        | 0     | 0           | 0          |
| Tim Lemperle        | 25            | 10            | 4             | 0             | 3         | 1         | 2           | 0          | 28       | 11    | 6           | 0          |
| Dejan Ljubičić      | 27            | 4             | 6             | 0             | 3         | 1         | 1           | 0          | 30       | 5     | 7           | 0          |
| Linton Maina        | 27            | 3             | 3             | 0             | 4         | 2         | 1           | 0          | 31       | 5     | 4           | 0          |
| Eric Martel         | 31            | 3             | 4             | 0             | 3         | 0         | 0           | 0          | 34       | 3     | 4           | 0          |
| Marvin Obuz         | 5             | 0             | 0             | 0             | 1         | 0         | 0           | 0          | 6        | 0     | 0           | 0          |
| Mathias Olesen      | 18            | 0             | 1             | 0             | 4         | 1         | 0           | 0          | 22       | 1     | 1           | 0          |
| Mikail Özkan        | 1             | 0             | 0             | 0             | 0         | 0         | 0           | 0          | 1        | 0     | 0           | 0          |
| Julian Pauli        | 17            | 0             | 3             | 0             | 3         | 1         | 0           | 0          | 20       | 1     | 3           | 0          |
| Leart Paqarada      | 31            | 0             | 5             | 1 GR          | 4         | 0         | 1           | 0          | 35       | 0     | 6           | 1          |
| Philipp Pentke      | 0             | 0             | 0             | 0             | 0         | 0         | 0           | 0          | 0        | 0     | 0           | 0          |
| Anthony Racioppi    | 0             | 0             | 0             | 0             | 0         | 0         | 0           | 0          | 0        | 0     | 0           | 0          |
| Imad Rondić         | 9             | 1             | 0             | 0             | 1         | 0         | 0           | 0          | 10       | 1     | 0           | 0          |
| Maximilian Schmid   | 0             | 0             | 0             | 0             | 0         | 0         | 0           | 0          | 0        | 0     | 0           | 0          |
| Joël Schmied        | 12            | 0             | 2             | 0             | 0         | 0         | 0           | 0          | 12       | 0     | 2           | 0          |
| Oliver Schmitt      | 1             | 0             | 0             | 0             | 0         | 0         | 0           | 0          | 1        | 0     | 0           | 0          |
| Marvin Schwäbe      | 24            | 0             | 3             | 0             | 3         | 0         | 0           | 0          | 27       | 0     | 3           | 0          |
| Nikola Soldo        | 0             | 0             | 0             | 0             | 0         | 0         | 0           | 0          | 0        | 0     | 0           | 0          |
| Meiko Sponsel       | 1             | 0             | 0             | 0             | 0         | 0         | 0           | 0          | 1        | 0     | 0           | 0          |
| Neo Telle           | 3             | 0             | 0             | 0             | 0         | 0         | 0           | 0          | 3        | 0     | 0           | 0          |
| Jan Thielmann       | 30            | 2             | 7             | 0             | 4         | 0         | 2           | 0          | 34       | 2     | 9           | 0          |
| Steffen Tigges      | 18            | 0             | 0             | 0             | 3         | 0         | 0           | 0          | 21       | 0     | 0           | 0          |
| Jonas Urbig         | 10            | 0             | 0             | 0             | 1         | 0         | 0           | 0          | 11       | 0     | 0           | 0          |
| Mark Uth            | 12            | 1             | 1             | 0             | 0         | 0         | 0           | 0          | 12       | 1     | 1           | 0          |
| Luca Waldschmidt    | 29            | 8             | 3             | 0             | 3         | 2         | 0           | 0          | 32       | 10    | 3           | 0          |

Stand: 18. Mai 2025

## Zuschauerzahlen

### 2. Bundesliga
| Stadion (Sponsorenname) | Kapazität | Zuschauer | pro Spiel | Aus- lastung | absolvierte Heimspiele | Trikotsponsor | Ärmelsponsor | Ausstatter |
| ----------------------- | --------- | --------- | --------- | ------------ | ---------------------- | ------------- | ------------ | ---------- |
| Rheinenergiestadion     | 50.000    | 0848.800  | 0049.929  | 099,86 %     | 17                     | REWE          | DEVK         | Hummel     |
| Stand: 18. Mai 2025     |           |           |           |              |                        |               |              |            |